# Wanderlust (brytyjski serial telewizyjny)
Wanderlust – serial telewizyjny produkcji brytyjskiej stacji telewizyjnej BBC One oraz amerykańskiej platformy Netflix, który jest adaptacją sztuki teatralnej o tym samym tytule autorstwa Nicka Payne'a.
Serial jest emitowany od 4 września 2018 roku przez BBC One.

## Fabuła
Serial opowiada o Joy Richards, terapeutce, która po wypadku rowerowym uświadamia sobie, że dawno uprawiała seks ze swoim mężem Alanem. Joy stara uratować swoje małżeństwo.

## Obsada
- Toni Collette jako Joy Richards[2]
- Steven Mackintosh jako Alan Richards
- Zawe Ashton jako Clare Pascal
- Royce Pierreson jako Jason Hales
- William Ash jako Marvin Walters
- Joe Hurst jako Tom Richards
- Emma D’Arcy jako Naomi Richards
- Celeste Dring jako Laura Richards
- Sophie Okonedo jako Angela Bowden
- Anya Chalotra jako Jennifer Ashman

## Odcinki
| Sezon | Odcinki | Oryginalna emisja w BBC One | Oryginalna emisja w BBC One |
| Sezon | Odcinki | Premiera sezonu             | Finał sezonu                |
| ----- | ------- | --------------------------- | --------------------------- |
| 1     | 6       | 4 września 2018             | 16 października 2018        |

## Produkcja
Na początku listopada 2017 roku, stacja BBC One i platforma Netflix zamówiły serial, w którym główną rolę otrzumała Toni Collette.